# 天理大学民族差別集団暴行事件
天理大学民族差別集団暴行事件（てんりだいがくみんぞくさべつしゅうだんぼうこうじけん）は、日本の大学で起きた事件。

## 概要
1993年1月20日に天理大学の学生寮で韓国籍である1年生の大学生に対して、1年生の11人の日本人大学生によって8時間にもわたる殴る蹴るの集団暴行が行われ、暴行を受けた1年生の韓国籍の大学生は全治2週間の傷害を負うこととなった。この暴行を受けた大学生は、大学では通名を名乗らずに朝鮮名を名乗って生活をしていたことからも他の大学生から反発を受けていた。
この事件では学長をはじめとする大学当局は事件を隠蔽しようとしていた。加害学生に対する懲戒処分をする際に学生委員会は、処分の内容はそれまでの前例に反する全員を譴責にするという原案を作成していた。この譴責というのは、懲戒処分には譴責、停学、退学と3つあるうちの一番軽い処分であった。処分を決定する際には学則の規定では教授会が処分審議をすることとなっていたものの教授会の処分審議が行われていなかった。それから学長は、処分原案を含む教授会用の資料の廃棄処分を命じた。大学の最終意志決定機関は全学協議会なのであるが、全学協議会は審議を行うことなく処分原案を容認していた。学内では民族差別との関わりを問う声があったものの、その声を封殺して強引に事件の幕引きをしていた。事件の隠蔽は差別の隠蔽でもあった。
1993年5月9日に読売新聞などでこの事件が報道されて、学長と大学当局はこの事件に真正面から受け止めざるをえなくなる。6月16日に「天理大学民族差別集団暴行事件の真相を究明する共闘会議」が結成される。共闘会議によっては、天理大学の事件への対応が糾弾される。このことにより学長自らが事件を隠蔽しようとしていたことは認めざるをえないとした。
天理大学教養部教授会は大学の手続き論を否定する。9月2日の天理大学教養部教授会の声明では、我々がこれまでに批判してきたのは正当な意見表明や議論を押さえ込む形で問題そのものを否定しようとしてきた大学の姿勢や、事件の真相を覆い隠そうとしてきた意図であるとする。今回のような差別や事件を生み出してきて、更にはそれに対する異常な対応を生み出してきたのは、民族差別の指摘さえ許さなかった大学にある違法な手続き操作であるとする。違法な手続きそのものに差別性が顕れるとする。正当な手続きへと踏み出すことが、今回の民族差別や集団暴行を理解して、今後の大学のあり方を変える第一歩であるとする。
10月6日には教養部と国際文化学部と文学部のいずれもで学長の不信任が決議される。11月2日に学長は辞任する。
この事件から大学内では人権組織や研修会が整備され始めたものの、天理教教団と理事会からの報復と見られることが行われるようになる。教団と理事会が主導する新たな改革が学内の反対を押し切って進められていくようになる。理事会は再雇用規定をたてに65歳以上の教員を再雇用しないという事実上の解雇を行う。この事件での反差別や民主化を訴えたメンバーが所属していた教養部は解体された。事件の被害者が所属していた朝鮮学科は廃止になった。これらは教団と理事会による権力構造は免罪化されて、学内の反差別や民主化を進める派閥は打撃を蒙った証左であった。
天理大学民族差別集団暴行事件が発生したことから、奈良県では「ならサンウリム」という差別撤廃を目指すフォーラムが実施されるようになっている。サンウリムというのは山びこという意味であり、天理大学民族差別集団暴行事件の被害者本人が提案したことからも「ならサンウリム」と名付けられた。